# Uilenburgergracht
Le Uilenburgergracht est un canal secondaire de la ville d'Amsterdam. Il est situé à l'est de l'arrondissement de Centrum (dans le Lastage) et fait office de frontière est de l'île Uilenburg. Il est ainsi relié au Houtkopersburgwal et au Rapenburgwal, qui délimitent respectivement le sud et le nord de l'île. Il fut creusé en 1593. Au XIXe siècle, les îles nouvellement créées de Uilenburg, Valkenburg et Marken constituaient les quartiers les plus pauvres du quartier juif. 